# Веселі канікули
«Весе́лі кані́кули» (оригінальні назви — англ. Get the Gringo і How I Spent My Summer Vacation) — кримінальний бойовик Адріана Грюнберга. Реліз відбувся 1 травня 2012 року (США).

## Зміст
Головний герой порушив закон і був спійманий мексиканською поліцією. Він не закінчений негідник, а просто людина, яка оступилася. Але навіть таких людей цілком може зламати одна з найстрашніших в'язниць, де всюди панує наркоторгівля, а життя людини коштує не дорожче пилу під його ногами.

## Ролі
| Актор           | Роль                     |
| --------------- | ------------------------ |
| Мел Гібсон      | Ґрінґо                   |
| Петер Стормаре  | Френк                    |
| Дін Норріс      | Білл                     |
| Кевін Хернандес | хлопчик                  |
| Ередія Долорес  | мати хлопчика            |
| Боб Ґантон      | містер Кауфман           |
| Скотт Коен      | адвокат Френка           |
| Аарон Коен      | вбивця                   |
| Патрік Бошо     | Хірург                   |
| Стефані Лемелін | секретар адвоката Френка |

## Створення
Сценарій фільму був написаний Мелом Гібсоном, також виступив його продюсером разом зі Стейсі Перскі.
Картина є режисерським дебютом Адріан Грюнберга, який до цього виступав тільки як перший помічник режисерів (зокрема, під час зйомок фільму «Апокаліпсис»).

## Знімальна група
- Режисер — Адріан Грюнберг
- Сценарист — Мел Гібсон, Стейсі Перскі, Адріан Грюнберг
- Продюсер — Мел Гібсон, Стейсі Перскі, Брюс Дейві
- Композитор — Антоніу Пінту